# Ophiothamnus venustus
Ophiothamnus venustus is een slangster uit de familie Ophiacanthidae.
De wetenschappelijke naam van de soort werd in 1915 gepubliceerd door Matsumoto.